# 杨崇勇
杨崇勇（1955年11月—），男，满族，云南昆明人，中华人民共和国政治人物。云南大学中文系汉语言文学专业毕业，大学学历。中国共产党第十八届中央委员会候补委员。

## 生平

### 任职云南
1971年4月参加工作，1980年8月加入中国共产党。历任中共云南省宜良县委副书记、书记；云南省人民政府副秘书长、秘书长；中共玉溪地委书记，中共玉溪市委书记、市长；中共云南省委常委、省委秘书长、中共昆明市委书记等职。

### 任职河北
2007年12月，调任中共河北省委常委，2008年1月当选河北省人民政府副省长、党组副书记。2011年12月，任中共河北省委常委、河北省人民政府常务副省长，兼任河北行政学院院长。2016年1月，辞去河北省人民政府副省长职务，当选为河北省第十二届人大常委会副主任、党组书记。

### 落马
2017年4月11日，中纪委监察部网站发布消息，河北省人大常委会党组书记、副主任杨崇勇涉嫌严重违纪，正接受组织审查。
杨的落马使昆明市追平了淮南市创造的连续四任市委书记落马的全国纪录（杨崇勇、仇和、张田欣、高劲松）。7月4日，中纪委通报杨被双开，移送司法机关。
2018年6月12日，杨崇勇受贿一案在天津市第二中级人民法院开庭审理，检方认定，杨崇勇利用职务之便，为他人提供便利，收受贿赂共计折合人民币2.06亿元。杨崇勇当庭表示认罪悔罪。该金额相当于前党和国家领导人周永康、令计划受贿金额的总和。
天津市第二中级人民法院于2018年9月27日公开宣判杨崇勇受贿案，杨崇勇以受贿罪被判处无期徒刑，剥夺政治权利终身，并处没收个人全部财产；对杨崇勇受贿所得财物及其孳息予以追缴，上缴国库，不足部分，继续追缴。